# Spathiphyllum gardneri
Spathiphyllum gardneri är en kallaväxtart som beskrevs av Heinrich Wilhelm Schott. Spathiphyllum gardneri ingår i släktet Spathiphyllum och familjen kallaväxter. Inga underarter finns listade.